# He Yan
Cette page contient des caractères spéciaux ou non latins. S’ils s’affichent mal (▯, ?, etc.), consultez la page d’aide Unicode.
 (mars 2020).
Si vous disposez d'ouvrages ou d'articles de référence ou si vous connaissez des sites web de qualité traitant du thème abordé ici, merci de compléter l'article en donnant les références utiles à sa vérifiabilité et en les liant à la section « Notes et références ».
He Yan (ou Ho Yan, Ho Yen, 何晏), également appelé Pingshu (平叔), originaire des environs de l’actuelle Nanyang (南陽) au Henan, lettré et fonctionnaire  (195 - 10 janvier 249) du royaume de Wei, est considéré avec Wang Bi comme le fondateur du courant philosophique Xuanxue (玄學). On lui attribue parfois la création du courant Qingtan (清談).
Petit-fils du général Han He Jin (何進), Cao Cao fit de lui son fils adoptif après avoir épousé sa mère, née Yin (尹氏). Leurs liens familiaux furent resserrés par son mariage avec la princesse Jingxiang (金鄉公主), fille ou nièce de Cao Cao.

## Biographie
Si sa place dans l’histoire de la philosophie et de la littérature est clairement reconnue, son personnage social et politique est très controversé et son image plutôt négative. Il était réputé pour sa belle apparence, mais aussi pour sa vanité. Selon les Nouvelles Histoires de notre époque, l’empereur Mingdi des Wei (qui régna de 226 à 239), curieux de savoir si son teint laiteux était ou non artificiel, lui offrit une soupe chaude pour le faire transpirer. Il se trahit en laissant des traces de poudre sur le tissu rouge avec lequel il s'était essuyé. Il passait, dit-on, beaucoup de temps en distractions futiles. On attribue à son arrogance le fait que Wendi, fils de Cao Cao et premier souverain régnant des Wei, le détestait et le chassa du palais. Il dut attendre la mort de l'empereur Mingdi en 239 pour entrer dans l'administration grâce à Cao Shuang (曹爽), corégent de l'héritier du trône avec Sima Yi (司馬懿), général de talent et grand-père de Sima Yan (司馬炎) qui renversera les Wei. Les avis des historiens sur la politique menée par l'équipe de Cao Shuang divergent, mais la mauvaise réputation de He Yan persiste : népotisme, transformation des lois à son gré, détournement de fonds publics. Il sera mis à mort par Sima Yi en même temps que Cao Shuang et ses partisans, victime de la rivalité entre les corégents.

## Pensée
He Yan était un lettré brillant au talent précoce, lecteur du Dao de jing et du Zhuangzi autant que des classiques confucéens. 
Il est essentiellement connu comme le fondateur, avec son cadet Wang Bi, du courant philosophique du mystère, Xuanxue (où xuan, mystère, équivaut au dao). Pour lui, le dao est intangible (bùkětǐ 不可體), il est wu (無), absence de tout ce qui existe (wúsǔoyǒu 無所有), parole, nom, forme ou son (wúyǔ 無語, wúmíng 無名, wúxíng 無形, wúsheng 無聲). C’est un concept à valeur ontologique, interprétation reprise et développée par Wang Bi. Ceux qui partagent leur notion d’une origine, d'un principe primordial fondamentalement vides constituent le « parti du vide » (gùiwúpài 貴無派). Certains membres du courant Xuanxue, comme Guo Xiang, remettrons partiellement cette proposition en cause. On a souvent proposé un effet du bouddhisme, dont l'influence avait pénétré à la cour des Cao, sur le Xuanxue. Selon Wang Xiaoyi (王曉毅) de l'Université du Shandong (département d'histoire), la notion bouddhique du vide aurait indéniablement inspiré He Yan, mais sans qu'il la comprenne réellement. 
Comme Wang Bi, il met la philosophie tirée des textes taoïstes au service du système social et politique confucéen qu’elle permet de justifier. 
Malgré son image d'aristocrate superficiel, He Yan se préoccupe de l'application politique de la philosophie, différant en cela de beaucoup de ses partenaires des séances de pure conversation (清議), lettrés entièrement détachés du pouvoir se consacrant exclusivement à la philosophie spéculative, à l’alchimie et aux activités artistiques, qui ont marqué l'image du Xuanxue et du Qingtan.

## Œuvre
Il a laissé essentiellement des essais sur la philosophie et la politique : Discours du sans-nom (wúmínglùn 無名論), Discours du dao (dàolùn 道論), Discours du non-agir (wúwéilùn 無為論), Discours de Hanbai (hánbáilùn 韓白論), Discours de Yizhou (yìzhoulùn 冀州論). Il est aussi l'auteur d'un poème du genre fu (fù 賦) : Poème du palais Jingfu (jǐndfúdiànfù 景福殿賦) commandé par Mingdi à l'occasion de la construction du palais de Xuchang (xǔchang 許昌) au Henan. On prétend que He Yan abandonna le commentaire du Dao De Jing qu'il avait entamé devant la qualité de celui de Wang Bi et que c'est la raison pour laquelle il n'aurait laissé que des essais. Son nom est néanmoins associé au Commentaires réunis des Analectes de Confucius, (lùnyǔjíjǐe 論語集解) œuvre rédigée en commun avec quatre autres lettrés. 

## Autres influences
Il lança la mode du « mélange des cinq pierres » (wǔshísàn 五石散), fortifiant attribué au célèbre médecin Zhang Zhongjing, dont les effets secondaires étaient si puissants que peu nombreux étaient en fait ceux qui pouvaient le supporter. Il l'aurait modifié pour l'adapter à sa constitution fragile. Sa consommation deviendra un trait culturel des adeptes du courant Xuanxue, en même temps qu'un symbole de prestige social du fait du coût élevé des ingrédients.